# Adel Mechaal
Adel Mechaal (* 5. prosince 1990) je španělský atlet, běžec specializující se na střední a dlouhé tratě, halový mistr Evropy v běhu na 3000 metrů z roku 2017.

## Sportovní kariéra
Jeho prvním mezinárodním úspěchem byla stříbrná medaile v běhu na 5000 metrů na mistrovství Evropy v Amsterdamu v roce 2016. V následující sezóně zvítězil v běhu na 3000 metrů na evropském halovém šampionátu v Bělehradě. - 6.2.2022 vytvořil na mítinku New Balance v New Yorku časem 7:30.82 nový evropský halový rekord v běhu na 3000 metrů, a vylepšil tak 12 let staré kontinentální maximum svého krajana Sergia Sáncheze.

## Osobní rekordy
Dráha
- 1500 metrů – 3:35,24 (2015)
- 5000 metrů – 13:15,40 (2016)

Hala
- Běh na 3000 metrů	– 7:30,82, New York, 6.2. 2022 - Současný evropský rekord